# 陳州
陳州（ちんしゅう）は、中国にかつて存在した州。南北朝時代から清代にかけて、現在の河南省周口市一帯に設置された。

## 魏晋南北朝時代
535年（天平2年）、東魏により項城に僑置された揚州を前身とする。
547年（太清元年）、侯景が南朝梁に降ると、項城に殷州が置かれた。翌年、侯景が渦陽の戦いに敗れると、東魏が再び項城を占領した。侯景が長江を渡り、東魏が寿春を占拠すると、寿春に揚州が置かれ、項城の揚州は北揚州と改称された。
北斉のとき、北揚州は信州と改称された。
北周のとき、信州は陳州と改称された。

## 隋代
隋初には、陳州は下部に4郡6県(?)を管轄した。583年（開皇3年）、隋が郡制を廃すると、陳州の属郡は廃止された。596年（開皇16年）に沈州が分割設置された。607年（大業3年）に州が廃止されて郡が置かれると、陳州は淮陽郡と改称され、下部に11県を管轄した。隋代の行政区分に関しては下表を参照。
| 隋代の行政区画変遷 | 隋代の行政区画変遷 | 隋代の行政区画変遷 | 隋代の行政区画変遷 | 隋代の行政区画変遷 | 隋代の行政区画変遷 | 隋代の行政区画変遷 | 隋代の行政区画変遷 | 隋代の行政区画変遷 | 隋代の行政区画変遷                                                         |
| 区分               | 開皇元年           | 開皇元年           | 開皇元年           | 開皇元年           | 開皇元年           | 開皇元年           | 開皇元年           | 区分               | 大業3年                                                                    |
| ------------------ | ------------------ | ------------------ | ------------------ | ------------------ | ------------------ | ------------------ | ------------------ | ------------------ | -------------------------------------------------------------------------- |
| 州                 | 陳州               | 陳州               | 陳州               | 陳州               | 豫州               | 豫州               | 亳州               | 郡                 | 淮陽郡                                                                     |
| 郡                 | 陳郡               | 丹陽郡             | 項城郡             | 淮陽郡             | 汝陽郡             | 広寧郡             | 陳留郡             | 県                 | 宛丘県 西華県 柳城県 項城県 南頓県 太康県 鹿邑県 鄲県 鮦陽県 溵水県 扶楽県 |
| 県                 | 項県 長平県 柳城県 | 秣陵県 和城県      | 不詳               | 陽夏県             | 汝陽県             | 包信県             | 武平県             | 県                 | 宛丘県 西華県 柳城県 項城県 南頓県 太康県 鹿邑県 鄲県 鮦陽県 溵水県 扶楽県 |

## 唐代
618年（武徳元年）、唐が房憲伯を平定すると、淮陽郡は陳州と改められた。742年（天宝元年）、陳州は淮陽郡と改称された。758年（乾元元年）、淮陽郡は陳州の称にもどされた。陳州は河南道に属し、宛丘・太康・溵水・西華・南頓・項城の6県を管轄した。

## 宋代
1119年（宣和元年）、北宋により陳州は淮寧府に昇格した。淮寧府は京西北路に属し、宛丘・商水・西華・南頓・項城の5県を管轄した。
1128年（天会6年）、金の抜離速が淮寧府を奪い、淮寧府は陳州の称にもどされた。陳州は南京路に属し、宛丘・商水・西華・南頓・項城の5県と長平・殄寇の2鎮を管轄した。

## 元代
元のとき、陳州は汴梁路に属し、宛丘・商水・西華の3県を管轄した。

## 明代以降
明のとき、陳州は開封府に属し、商水・西華・項城・沈丘の4県を管轄した。
1724年（雍正2年）、清により陳州は直隷州に昇格した。1734年（雍正12年）、陳州直隷州は陳州府に昇格した。陳州府は河南省に属し、淮寧・商水・西華・項城・沈丘・太康・扶溝の7県を管轄した。
1913年、中華民国により陳州府は廃止された。